# 国际社会主义联盟
国际社会主义联盟（英語：International Socialist League；缩写为ISL-LIS）是一个托洛茨基主义国际组织。2019年5月24日—26日，该组织于西班牙巴塞罗那成立，前身是“反资本主义网络”（由阿根廷的工人社会主义运动、委内瑞拉的社会主义潮流和土耳其的社会主义劳动者党等团体组成，在国际社会主义联盟成立的前一天解散）。

## 成员
- 阿根廷 工人社会主义运动
- 巴西 社会主义革命
- 智利 反资本主义运动
- 哥伦比亚 社会主义推动—社会主义工人团体
- 工人和女工革命党
- 西班牙 社会主义和自由
- 美国 国际社会主义联盟
- 法國 社会主义国际联盟
- 黎巴嫩 争取变革青年运动
- 尼加拉瓜 反资本主义替代
- 巴基斯坦 阶级斗争
- 巴拉圭 社会主义替代
- 乌克兰 乌克兰社会主义联盟
- 委內瑞拉 社会主义潮流

该组织还与澳大利亚的社会主义替代、巴西的社会主义斗争保持友好关系。

## 前成员
- 白俄羅斯 SMOT
- 俄羅斯 国际主义和自由
- 土耳其 社会主义劳动者党
- 乌拉圭 社会主义道路
- 中东 社会主义中东